# Agué (Arrondissement)
Agué est un arrondissement du département de l'Atlantique au Bénin.

## Géographie
Agué est une division administrative sous la juridiction de la commune de Toffo,.

## Histoire

### Population
Selon le Recensement Générale de la Population et de l'Habitation(RGPH4) de Institut National de Statistique et de l'Analyse Économique(INSAE) au Bénin de 2013 la population d'Agué corresponds à:
| Indicateur           | 2013 |
| -------------------- | ---- |
| Nombre de ménages    | 1347 |
| Population féminine  | 3209 |
| Population masculine | 3021 |
| Population totale    | 6230 |